# 1999년 뉴욕 영화 비평가 협회상
제65회 뉴욕 영화 비평가 협회상은 2000년 1월 9일에 열린 시상식이다.

## 수상 및 후보

### 작품상
- 뒤죽박죽

### 감독상
- 뒤죽박죽 - 마이크 리 수상

### 각본상
- 일렉션 - 알렉산더 페인 수상
- 일렉션 - 짐 테일러 수상

### 여우주연상
- 소년은 울지 않는다 - 힐러리 스웽크 수상

### 남우주연상
- 스트레이트 스토리 - 리처드 판스워드 수상

### 여우조연상
- 존 말코비치 되기 - 캐서린 키너 수상

### 남우조연상
- 존 말코비치 되기 - 존 말코비치 수상

### 촬영상
- 스트레이트 스토리 - 프레디 프란시스 수상

### 애니메이션상
- 사우스 파크

### 다큐멘터리상
- 부에나 비스타 소셜 클럽

### 외국영화상
- 내 어머니의 모든 것

### 신인작품상
- 존 말코비치 되기

### 특별상
- Manny Farber 수상